# Фелінотерапія
Фелінотерапія (від лат. felis — кішка) — методи профілактики та лікування різноманітних захворювань за допомогою контактування з кішками — розділ  народної медицини.
Доведено ефективність фелінотерапії при таких захворюваннях, як артрит, цистит, запалення придатків та багатьох інших. Але найкраще пухнастим терапевтам вдається лікувати нерви. Кішка легко знімає стрес і запобігає його наслідкам. Прихильники фелінотерапії визначили, що кішки різних порід лікують різні захворювання. Якщо людина має проблеми з печінкою, нирками, хворіє на гастрит чи коліт, краще завести короткошерстого або голого улюбленця. Є також і статева спеціалізація. Вважається, що кішки краще лікують недуги нервового походження, а коти — усі інші, зокрема остеохондроз, радикуліт і артроз.
Присутність кішки стабілізує роботу серця, знімає головний біль та біль у суглобах, стимулює швидке загоєння травм, лікує внутрішні запальні захворювання. Експериментально доведено, що при погладжуванні кішки нормалізується пульс і артеріальний тиск, формується стан душевного комфорту.
Кішки чинять на людину комплексну дію на біоенергетичному і на тактильному рівні.
Вони є неперевершеними майстрами дотикової терапії. Результат «котячого масажу», коли кішка перебирає лапками, сидячи на колінах або грудях улюбленого господаря, можна порівняти тільки з дією голок рефлексотерапевта.
Кішка — ефективний енерго-інформаційний прилад, що виявляє хворі місця свого господаря. Коли в організмі відбуваються якісь порушення, коли виникає біль, це відразу ж відчуває кішка.
Тривала дружба з кішкою укріплює імунну систему і сприяє здоров'ю і довголіттю.
Муркотання кішки − це певні звукові коливання (частота від 20 до 50 Герц), що стимулюють процес зцілення. Муркотання сприяє підвищенню захисних сил організму, пришвидшує загоєння ран, у результаті дії звукових коливань такої частоти підвищується щільність кісток, що сприяє зрощенню переломів.
Тому, коли кішки, що отримали травми, бурчать, вони займаються самолікуванням. Ця частота також покращує стан кісткової тканини людини.
Сьогодні методи фелінотерапії широко використовуються у комплексному психотерапевтичному лікуванні депресії, тривожності, дратівливості, напруженості з підвищенням м'язового тонусу, субклінічних порушень самопочуття при метеопатичних сезонних розладах.
Протипоказань проти цього методу лікування практично немає. На випадок алергії на котячу шерсть є короткошерсті та безшерсті породи кішок.